# Wereldbeker alpineskiën 2009/2010
Het FIS wereldbeker alpineskiën seizoen 2009/2010 was het 44e seizoen sinds 1966/67 en werd op 24 oktober 2009 traditioneel geopend met de reuzenslalom voor de vrouwen in het Oostenrijkse skioord Sölden in Tirol. Een dag later begonnen ook de mannen hun seizoen met eveneens de reuzenslalom in Sölden. Het seizoen werd op zondag 14 maart 2010 afgesloten met een landenwedstrijd in het Duitse Garmisch-Partenkirchen.
Het hoogtepunt van het seizoen waren de Olympische Winterspelen van 12 tot 18 februari 2010 in Vancouver, waarbij het alpineskiën in Whistler plaatsvond. De resultaten die bij de Spelen werden behaald telden niet mee voor de wereldbeker.
De Zwitser Carlo Janka, bij de mannen, en de Amerikaanse Lindsey Vonn, bij de vrouwen, veroverden de algemene wereldbeker.

## Mannen

### Kalender
| Datum                                                                                   | Plaats                 | Onderdeel       | Eerste                 | Tweede                 | Derde                                  |
| --------------------------------------------------------------------------------------- | ---------------------- | --------------- | ---------------------- | ---------------------- | -------------------------------------- |
| 25/10/2009                                                                              | Sölden                 | Reuzenslalom    | Didier Cuche           | Ted Ligety             | Carlo Janka                            |
| 15/11/2009                                                                              | Levi                   | Slalom          | Reinfried Herbst       | Ivica Kostelić         | Jean-Baptiste Grange                   |
| 28/11/2009                                                                              | Lake Louise            | Afdaling        | Didier Cuche           | Werner Heel            | Carlo Janka                            |
| 29/11/2009                                                                              | Lake Louise            | Super G         | Manuel Osborne-Paradis | Benjamin Raich         | Michael Walchhofer                     |
| 04/12/2009                                                                              | Beaver Creek           | Supercombinatie | Carlo Janka            | Didier Défago          | Natko Zrnčić-Dim                       |
| 05/12/2009                                                                              | Beaver Creek           | Afdaling        | Carlo Janka            | Didier Cuche           | Aksel Lund Svindal                     |
| 06/12/2009                                                                              | Beaver Creek           | Reuzenslalom    | Carlo Janka            | Benjamin Raich         | Aksel Lund Svindal                     |
| 11/12/2009                                                                              | Val-d'Isère            | Supercombinatie | Benjamin Raich         | Marcel Hirscher        | Manfred Mölgg Romed Baumann            |
| 12/12/2009                                                                              | Val-d'Isère            | Super G         | Michael Walchhofer     | Ted Ligety             | Werner Heel                            |
| 13/12/2009                                                                              | Val-d'Isère            | Reuzenslalom    | Marcel Hirscher        | Massimiliano Blardone  | Benjamin Raich                         |
| 18/12/2009                                                                              | Val Gardena            | Super G         | Aksel Lund Svindal     | Carlo Janka            | Patrick Staudacher                     |
| 19/12/2009                                                                              | Val Gardena            | Afdaling        | Manuel Osborne-Paradis | Mario Scheiber         | Johan Clarey Ambrosi Hoffmann          |
| 20/12/2009                                                                              | Alta Badia             | Reuzenslalom    | Massimiliano Blardone  | Davide Simoncelli      | Cyprien Richard                        |
| 21/12/2009                                                                              | Alta Badia             | Slalom          | Reinfried Herbst       | Silvan Zurbriggen      | Manfred Pranger                        |
| 29/12/2009                                                                              | Bormio                 | Afdaling        | Andrej Jerman          | Didier Défago          | Michael Walchhofer                     |
| 06/01/2010                                                                              | Zagreb                 | Slalom          | Giuliano Razzoli       | Manfred Mölgg          | Julien Lizeroux                        |
| 09/01/2010                                                                              | Adelboden              | Reuzenslalom    | Afgelast               | Afgelast               | Afgelast                               |
| 10/01/2010                                                                              | Adelboden              | Slalom          | Julien Lizeroux        | Marcel Hirscher        | Ivica Kostelić                         |
| 15/01/2010                                                                              | Wengen                 | Supercombinatie | Bode Miller            | Carlo Janka            | Silvan Zurbriggen                      |
| 16/01/2010                                                                              | Wengen                 | Afdaling        | Carlo Janka            | Manuel Osborne-Paradis | Marco Büchel                           |
| 17/01/2010                                                                              | Wengen                 | Slalom          | Ivica Kostelić         | Andre Myhrer           | Reinfried Herbst                       |
| 22/01/2010                                                                              | Kitzbühel              | Super G         | Didier Cuche           | Michael Walchhofer     | Georg Streitberger                     |
| 23/01/2010                                                                              | Kitzbühel              | Afdaling        | Didier Cuche           | Andrej Sporn           | Werner Heel                            |
| 24/01/2010                                                                              | Kitzbühel              | Slalom          | Felix Neureuther       | Julien Lizeroux        | Giuliano Razzoli                       |
| 23-24/01/2010                                                                           | Kitzbühel              | Supercombinatie | Ivica Kostelić         | Silvan Zurbriggen      | Benjamin Raich                         |
| 26/01/2010                                                                              | Schladming             | Slalom          | Reinfried Herbst       | Silvan Zurbriggen      | Manfred Pranger                        |
| 29/01/2010                                                                              | Kranjska Gora          | Reuzenslalom    | Ted Ligety             | Marcel Hirscher        | Kjetil Jansrud                         |
| 30/01/2010                                                                              | Kranjska Gora          | Reuzenslalom    | Marcel Hirscher        | Kjetil Jansrud         | Ted Ligety                             |
| 31/01/2010                                                                              | Kranjska Gora          | Slalom          | Reinfried Herbst       | Marcel Hirscher        | Julien Lizeroux                        |
| 12 t/m 28 februari - Olympische Winterspelen 2010 (tellen niet mee voor de wereldbeker) |                        |                 |                        |                        |                                        |
| 06/03/2010                                                                              | Kvitfjell              | Afdaling        | Didier Cuche           | Aksel Lund Svindal     | Klaus Kroell                           |
| 07/03/2010                                                                              | Kvitfjell              | Super G         | Erik Guay              | Hannes Reichelt        | Aksel Lund Svindal Tobias Grünenfelder |
| 10/03/2010                                                                              | Garmisch-Partenkirchen | Afdaling        | Carlo Janka            | Mario Scheiber         | Patrick Küng Erik Guay                 |
| 11/03/2010                                                                              | Garmisch-Partenkirchen | Super G         | Erik Guay              | Ivica Kostelić         | Aksel Lund Svindal                     |
| 12/03/2010                                                                              | Garmisch-Partenkirchen | Reuzenslalom    | Carlo Janka            | Davide Simoncelli      | Philipp Schörghofer                    |
| 13/03/2010                                                                              | Garmisch-Partenkirchen | Slalom          | Felix Neureuther       | Manfred Pranger        | Andre Myhrer                           |

### Eindstanden
| Algemene wereldbeker | Algemene wereldbeker | Algemene wereldbeker | Algemene wereldbeker |
| #                    | Skiër                | Land                 | Punten               |
| -------------------- | -------------------- | -------------------- | -------------------- |
| 1                    | Carlo Janka          | Zwitserland          | 1197                 |
| 2                    | Benjamin Raich       | Oostenrijk           | 1091                 |
| 3                    | Didier Cuche         | Zwitserland          | 952                  |
| 4                    | Aksel Lund Svindal   | Noorwegen            | 883                  |
| 5                    | Ivica Kostelić       | Kroatië              | 805                  |

| Combinatie | Combinatie        | Combinatie       | Combinatie |
| #          | Skiër             | Land             | Punten     |
| ---------- | ----------------- | ---------------- | ---------- |
| 1          | Benjamin Raich    | Oostenrijk       | 246        |
| 2          | Carlo Janka       | Zwitserland      | 216        |
| 3          | Ivica Kostelić    | Kroatië          | 172        |
| 4          | Silvan Zurbriggen | Zwitserland      | 166        |
| 5          | Bode Miller       | Verenigde Staten | 145        |

| Afdaling | Afdaling               | Afdaling    | Afdaling |
| #        | Skiër                  | Land        | Punten   |
| -------- | ---------------------- | ----------- | -------- |
| 1        | Didier Cuche           | Zwitserland | 528      |
| 2        | Carlo Janka            | Zwitserland | 448      |
| 3        | Werner Heel            | Zwitserland | 292      |
| 4        | Manuel Osborne-Paradis | Canada      | 281      |
| 5        | Mario Scheiber         | Oostenrijk  | 273      |

| Super G | Super G            | Super G    | Super G |
| #       | Skiër              | Land       | Punten  |
| ------- | ------------------ | ---------- | ------- |
| 1       | Erik Guay          | Canada     | 331     |
| 2       | Michael Walchhofer | Oostenrijk | 316     |
| 3       | Aksel Lund Svindal | Noorwegen  | 314     |
| 4       | Benjamin Raich     | Oostenrijk | 210     |
| 5       | Mario Scheiber     | Oostenrijk | 199     |

| Slalom | Slalom            | Slalom      | Slalom |
| #      | Skiër             | Land        | Punten |
| ------ | ----------------- | ----------- | ------ |
| 1      | Reinfried Herbst  | Oostenrijk  | 534    |
| 2      | Julien Lizeroux   | Frankrijk   | 512    |
| 3      | Silvan Zurbriggen | Zwitserland | 365    |
| 4      | Ivica Kostelic    | Kroatië     | 360    |
| 5      | Felix Neureuther  | Duitsland   | 329    |

| Reuzenslalom | Reuzenslalom          | Reuzenslalom     | Reuzenslalom |
| #            | Skiër                 | Land             | Punten       |
| ------------ | --------------------- | ---------------- | ------------ |
| 1            | Ted Ligety            | Verenigde Staten | 412          |
| 2            | Carlo Janka           | Zwitserland      | 341          |
| 3            | Benjamin Raich        | Oostenrijk       | 331          |
| 4            | Davide Simoncelli     | Italië           | 311          |
| 5            | Massimiliano Blardone | Italië           | 309          |

## Vrouwen

### Kalender
| Datum                                                                                   | Plaats                 | Onderdeel       | Eerste                          | Tweede                                   | Derde                           |
| --------------------------------------------------------------------------------------- | ---------------------- | --------------- | ------------------------------- | ---------------------------------------- | ------------------------------- |
| 24/10/2009                                                                              | Sölden                 | Reuzenslalom    | Tanja Poutiainen                | Kathrin Zettel                           | Denise Karbon                   |
| 14/11/2009                                                                              | Levi                   | Slalom          | Maria Riesch                    | Lindsey Vonn                             | Tanja Poutiainen                |
| 28/11/2009                                                                              | Aspen                  | Reuzenslalom    | Kathrin Hölzl                   | Kathrin Zettel                           | Federica Brignone               |
| 29/11/2009                                                                              | Aspen                  | Slalom          | Šárka Záhrobská                 | Marlies Schild                           | Kathrin Zettel                  |
| 04/12/2009                                                                              | Lake Louise            | Afdaling        | Lindsey Vonn                    | Emily Brydon                             | Maria Riesch                    |
| 05/12/2009                                                                              | Lake Louise            | Afdaling        | Lindsey Vonn                    | Maria Riesch                             | Emily Brydon                    |
| 06/12/2009                                                                              | Lake Louise            | Super G         | Elisabeth Görgl                 | Lindsey Vonn                             | Ingrid Jacquemod                |
| 12/12/2009                                                                              | Åre                    | Reuzenslalom    | Tessa Worley                    | Tina Maze                                | Kathrin Zettel                  |
| 13/12/2009                                                                              | Åre                    | Slalom          | Sandrine Aubert                 | Maria Riesch                             | Susanne Riesch                  |
| 18/12/2009                                                                              | Val-d'Isère            | Supercombinatie | Lindsey Vonn                    | Maria Riesch                             | Elisabeth Görgl                 |
| 19/12/2009                                                                              | Val-d'Isère            | Afdaling        | Afgelast                        | Afgelast                                 | Afgelast                        |
| 20/12/2009                                                                              | Val-d'Isère            | Super G         | Fränzi Aufdenblatten            | Nadia Styger                             | Lindsey Vonn                    |
| 28/12/2009                                                                              | Lienz                  | Reuzenslalom    | Kathrin Hölzl                   | Manuela Mölgg                            | Taïna Barioz                    |
| 29/12/2009                                                                              | Lienz                  | Slalom          | Marlies Schild                  | Sandrine Aubert                          | Kathrin Zettel                  |
| 03/01/2010                                                                              | Zagreb                 | Slalom          | Sandrine Aubert                 | Kathrin Zettel                           | Susanne Riesch                  |
| 08/01/2010                                                                              | Haus im Ennstal        | Afdaling        | Lindsey Vonn                    | Anja Pärson                              | Maria Riesch                    |
| 09/01/2010                                                                              | Haus im Ennstal        | Afdaling        | Lindsey Vonn                    | Nadja Kamer                              | Ingrid Jacquemod                |
| 10/01/2010                                                                              | Haus im Ennstal        | Super G         | Lindsey Vonn                    | Anja Pärson                              | Martina Schild Nadia Fanchini   |
| 12/01/2010                                                                              | Flachau                | Slalom          | Marlies Schild                  | Maria Riesch                             | Kathrin Zettel                  |
| 16/01/2010                                                                              | Maribor                | Reuzenslalom    | Kathrin Zettel                  | Maria Riesch                             | Anja Pärson                     |
| 17/01/2010                                                                              | Maribor                | Slalom          | Kathrin Zettel                  | Tina Maze                                | Maria Riesch                    |
| 22/01/2010                                                                              | Cortina d'Ampezzo      | Super G         | Lindsey Vonn                    | Fabienne Suter                           | Anja Pärson                     |
| 23/01/2010                                                                              | Cortina d'Ampezzo      | Afdaling        | Lindsey Vonn                    | Maria Riesch                             | Nadja Kamer Anja Pärson         |
| 24/01/2010                                                                              | Cortina d'Ampezzo      | Reuzenslalom    | Tanja Poutiainen                | Viktoria Rebensburg                      | Kathrin Hölzl                   |
| 29/01/2010                                                                              | Sankt Moritz           | Supercombinatie | Anja Pärson                     | Michaela Kirchgasser                     | Lindsey Vonn                    |
| 30/01/2010                                                                              | Sankt Moritz           | Afdaling        | Maria Riesch                    | Ingrid Jacquemod                         | Fabienne Suter                  |
| 31/01/2010                                                                              | Sankt Moritz           | Super G         | Lindsey Vonn                    | Marie Marchand-Arvier Andrea Fischbacher |                                 |
| 12 t/m 28 februari - Olympische Winterspelen 2010 (tellen niet mee voor de wereldbeker) |                        |                 |                                 |                                          |                                 |
| 03/03/2010                                                                              | Crans-Montana          | Supercombinatie | Afgelast vanwege te sterke wind | Afgelast vanwege te sterke wind          | Afgelast vanwege te sterke wind |
| 06/03/2010                                                                              | Crans-Montana          | Afdaling        | Lindsey Vonn                    | Johanna Schnarf                          | Marianne Kaufmann-Abderhalden   |
| 07/03/2010                                                                              | Crans-Montana          | Super G         | Dominique Gisin                 | Lindsey Vonn                             | Julia Mancuso                   |
| 10/03/2010                                                                              | Garmisch-Partenkirchen | Afdaling        | Maria Riesch                    | Lindsey Vonn                             | Anja Pärson                     |
| 11/03/2010                                                                              | Garmisch-Partenkirchen | Reuzenslalom    | Tina Maze                       | Kathrin Hölzl                            | Maria Riesch                    |
| 12/03/2010                                                                              | Garmisch-Partenkirchen | Super G         | Lindsey Vonn                    | Elisabeth Görgl                          | Nadia Styger                    |
| 13/03/2010                                                                              | Garmisch-Partenkirchen | Slalom          | Marlies Schild                  | Kathrin Zettel                           | Maria Riesch                    |

### Eindstanden
| Algemene wereldbeker | Algemene wereldbeker | Algemene wereldbeker | Algemene wereldbeker |
| #                    | Skiër                | Land                 | Punten               |
| -------------------- | -------------------- | -------------------- | -------------------- |
| 1                    | Lindsey Vonn         | Verenigde Staten     | 1671                 |
| 2                    | Maria Riesch         | Duitsland            | 1516                 |
| 3                    | Anja Pärson          | Zweden               | 1047                 |
| 4                    | Tina Maze            | Slovenië             | 943                  |
| 5                    | Kathrin Zettel       | Oostenrijk           | 938                  |

| Combinatie | Combinatie           | Combinatie       | Combinatie |
| #          | Skiër                | Land             | Punten     |
| ---------- | -------------------- | ---------------- | ---------- |
| 1          | Lindsey Vonn         | Verenigde Staten | 160        |
| 2          | Anja Pärson          | Zweden           | 150        |
| 3          | Michaela Kirchgasser | Oostenrijk       | 130        |
| 4          | Elisabeth Görgl      | Oostenrijk       | 110        |
| 5          | Maria Riesch         | Duitsland        | 80         |

| Afdaling | Afdaling         | Afdaling         | Afdaling |
| #        | Skiër            | Land             | Punten   |
| -------- | ---------------- | ---------------- | -------- |
| 1        | Lindsey Vonn     | Verenigde Staten | 725      |
| 2        | Maria Riesch     | Duitsland        | 556      |
| 3        | Anja Pärson      | Zweden           | 385      |
| 4        | Ingrid Jacquemod | Frankrijk        | 271      |
| 5        | Nadja Kamer      | Zwitserland      | 266      |

| Super G | Super G            | Super G          | Super G |
| #       | Skiër              | Land             | Punten  |
| ------- | ------------------ | ---------------- | ------- |
| 1       | Lindsey Vonn       | Verenigde Staten | 620     |
| 2       | Elisabeth Görgl    | Oostenrijk       | 300     |
| 3       | Nadia Styger       | Zwitserland      | 291     |
| 4       | Fabienne Suter     | Zwitserland      | 266     |
| 5       | Andrea Fischbacher | Oostenrijk       | 239     |

| Slalom | Slalom          | Slalom     | Slalom |
| #      | Skiër           | Land       | Punten |
| ------ | --------------- | ---------- | ------ |
| 1      | Maria Riesch    | Duitsland  | 493    |
| 2      | Kathrin Zettel  | Oostenrijk | 490    |
| 3      | Marlies Schild  | Oostenrijk | 420    |
| 4      | Sandrine Aubert | Frankrijk  | 406    |
| 5      | Šárka Záhrobská | Tsjechië   | 347    |

| Reuzenslalom | Reuzenslalom        | Reuzenslalom | Reuzenslalom |
| #            | Skiër               | Land         | Punten       |
| ------------ | ------------------- | ------------ | ------------ |
| 1            | Kathrin Hölzl       | Duitsland    | 471          |
| 2            | Kathrin Zettel      | Oostenrijk   | 394          |
| 3            | Tina Maze           | Slovenië     | 372          |
| 4            | Viktoria Rebensburg | Duitsland    | 271          |
| 5            | Tanja Poutiainen    | Finland      | 263          |

## Landenwedstrijd

### Kalender
| Datum      | Plaats                 | Onderdeel | Eerste                                                            | Tweede                                                                                    | Derde |
| ---------- | ---------------------- | --------- | ----------------------------------------------------------------- | ----------------------------------------------------------------------------------------- | --- |
| 14/03/2010 | Garmisch-Partenkirchen | Team      | Tsjechië Lucie Hrstková Šárka Záhrobská Ondřej Bank Kryštof Krýzl | Zwitserland Nadja Kamer Nadia Styger Fabienne Suter Marc Berthod Marc Gini Sandro Viletta | Oostenrijk Elisabeth Görgl Michaela Kirchgasser Kathrin Zettel Romed Baumann Marcel Hirscher Benjamin Raich |

## Landenklassementen
| Algemeen | Algemeen         | Algemeen |
| #        | Land             | Punten   |
| -------- | ---------------- | -------- |
| 1        | Oostenrijk       | 9207     |
| 2        | Zwitserland      | 7263     |
| 3        | Italië           | 5093     |
| 4        | Frankrijk        | 4428     |
| 5        | Verenigde Staten | 4131     |

| Mannen | Mannen      | Mannen |
| #      | Land        | Punten |
| ------ | ----------- | ------ |
| 1      | Oostenrijk  | 5467   |
| 2      | Zwitserland | 4502   |
| 3      | Italië      | 2903   |
| 4      | Frankrijk   | 2024   |
| 5      | Canada      | 1852   |

| Vrouwen | Vrouwen          | Vrouwen |
| #       | Land             | Punten  |
| ------- | ---------------- | ------- |
| 1       | Oostenrijk       | 3740    |
| 2       | Duitsland        | 3561    |
| 3       | Zwitserland      | 2761    |
| 4       | Verenigde Staten | 2599    |
| 5       | Frankrijk        | 2404    |

1966/1967 ·
1967/1968 ·
1968/1969 ·
1969/1970 ·
1970/1971 ·
1971/1972 ·
1972/1973 ·
1973/1974 ·
1974/1975 ·
1975/1976 ·
1976/1977 ·
1977/1978 ·
1978/1979 ·
1979/1980 ·
1980/1981 ·
1981/1982 ·
1982/1983 ·
1983/1984 ·
1984/1985 ·
1985/1986 ·
1986/1987 ·
1987/1988 ·
1988/1989 ·
1989/1990 ·
1990/1991 ·
1991/1992 ·
1992/1993 ·
1993/1994 ·
1994/1995 ·
1995/1996 ·
1996/1997 ·
1997/1998 ·
1998/1999 ·
1999/2000 ·
2000/2001 ·
2001/2002 ·
2002/2003 ·
2003/2004 ·
2004/2005 ·
2005/2006 ·
2006/2007 ·
2007/2008 ·
2008/2009 ·
2009/2010 ·
2010/2011 ·
2011/2012 ·
2012/2013 ·
2013/2014 ·
2014/2015 ·
2015/2016 ·
2016/2017 ·
2017/2018 ·
2018/2019 ·
2019/2020 ·
2020/2021 ·
2021/2022 ·
2022/2023 ·
2023/2024 ·
2024/2025
Alpineskiën ·
Biatlon ·
Bobsleeën ·
Freestyleskiën ·
Langlaufen ·
Noordse combinatie ·
Rodelen ·
Schaatsen (junioren) ·
Schansspringen ·
Shorttrack ·
Skeleton ·
Snowboarden